# Funtumia sprężysta
Funtumia sprężysta, tasiemcza sprężysta (Funtumia elastica) – gatunek roślin z rodziny toinowatych. Tropikalne drzewo rosnące w krajach Afryki.

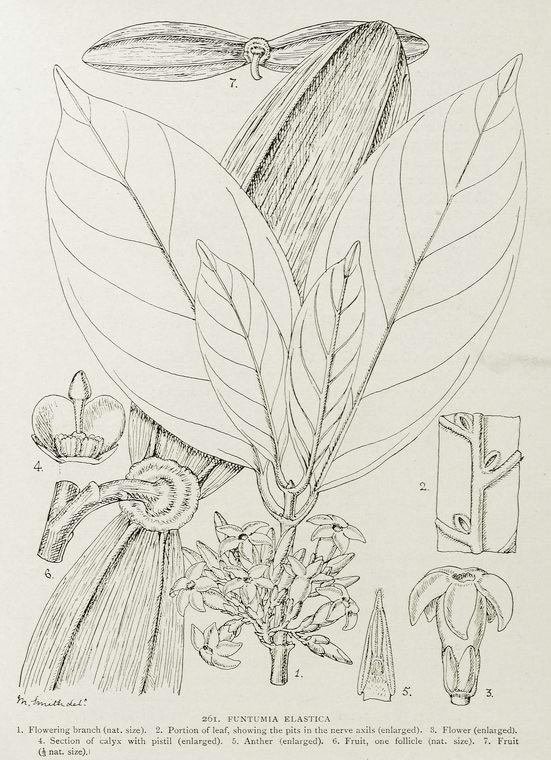
Morfologia

## Morfologia
Rośliny osiągają do 30 metrów wysokości. Kora w kolorze białym z plamkami. Liście lancetowate, kwiaty białe lub żółtawe zebrane są w baldachokształtnych kwiatostanach. Owoc – torebka z nasionami zaopatrzonymi w owłosioną ość. 

## Zastosowanie
Z soku drzewa otrzymuje się kauczuk, ale w mniejszej ilości niż z kauczukowca brazylijskiego.